# Sausa (distrito)
Sausa é um distrito da província de Jauja, localizado do Departamento de Junín, Peru.

## Transporte
O distrito de Sausa não é servido pelo sistema de estradas terrestres do Peru.